# Gajarkot
Gajarkot (en népalais : गजरकोट) est un comité de développement villageois du Népal situé dans le district de Tanahu. Au recensement de 2011, il comptait 5 575 habitants.